# Kelmarsh
Kelmarsh – wieś w Anglii, w hrabstwie Northamptonshire, w dystrykcie (unitary authority) West Northamptonshire. Leży 20 km na północ od miasta Northampton i 114 km na północny zachód od Londynu.